# 列聖
列聖（れっせい、羅: Canonizatio）とは、キリスト教で聖人崇敬を行う教会が、信仰の模範となるにふさわしい信者を聖人の地位にあげることをいう。死後に行われる。
カトリック教会においては徳と聖性が認められた福者 (羅: Beatus / 英: Blessed) が聖人 (羅: Sanctus / 英: Saint) の地位にあげられることをいう。
正教会にも列聖制度はあるが、福者と聖者を分けることはしない。このため正教会での列聖は、聖性が認められた信者が聖人の地位にあげられることをいう。

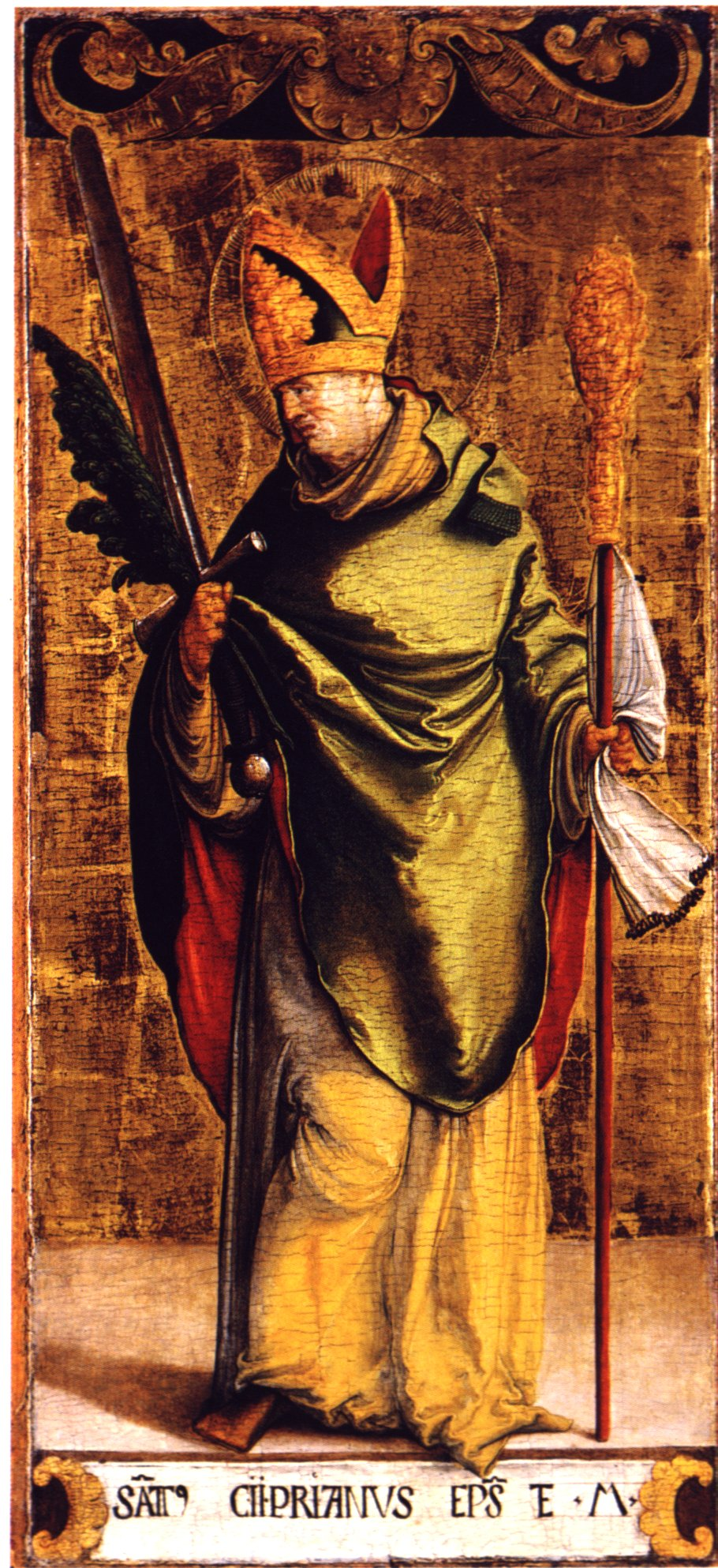
マイスター・フォン・メスキルヒ作「聖キプリアヌス」

## カトリック教会での列聖
カトリック教会では、生前、その生き方において、徳と聖性を示していたと思われる人に関しては死後、申請が行われることによって列福・列聖調査が始められることがある。調査では、まず地域司教の管轄下で調査が行われ、聖人にふさわしいと判断されてはじめてローマ教皇庁の列聖省での調査が開始される。
列聖においては、その人物の取次ぎによる奇跡（超自然的現象）が殉教者が1度、証聖者は列福時を含め2度必要となる。通常は早くても本人の死後数十年、場合によっては数百年という長い年月をかけて調査は行われる（ただし、教皇聖ヨハネ・パウロ2世（没後9年）、マザー・テレサ（同19年）、カルロ・アクティス（同19年）、聖ホセマリア・エスクリバー（同27年）、リジューのテレーズ（同28年）、ピオ神父（同34年）、マキシミリアノ・コルベ（同39年）など、死後わずか十数年から40年未満で聖人となったケースも存在する）。こうして厳しい審査を終えて、教会において聖人の位置に加えるのがふさわしいと判断されると、ヴァティカンのサン・ピエトロ大聖堂において教皇によって列聖が宣言される。すべての聖人はその記念日を持っており、古代の聖人などを除けば、通常は命日がそれにあたっている。福者と違い、聖人は全世界的に祝われる。

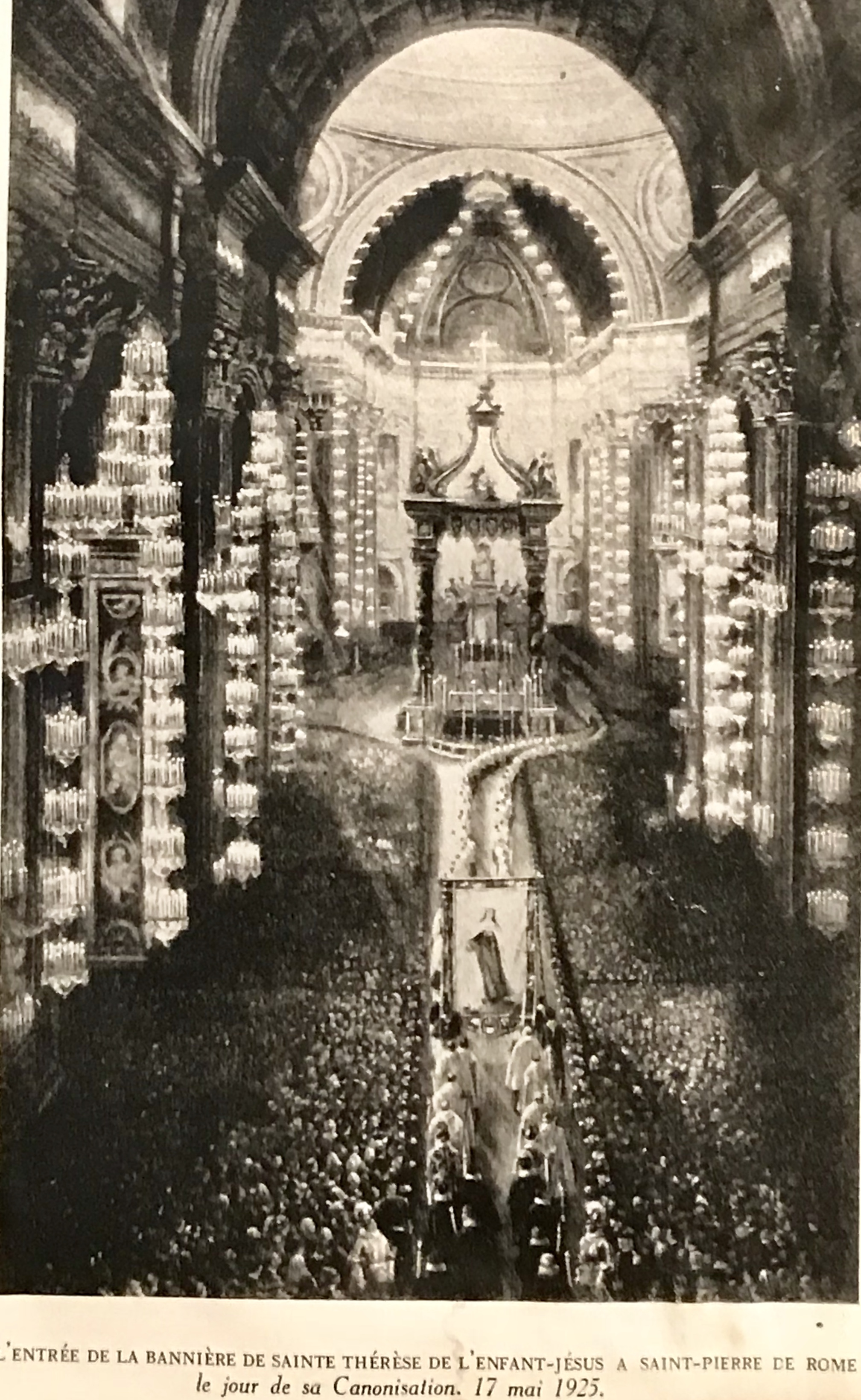
聖テレーズが聖人となった1925年5月25日

日本人の聖人は豊臣秀吉時代に長崎で殉教した日本二十六聖人のうちの（非日本人の6人を除いた）二十人をはじめ、多数いる。

## 正教会での列聖
正教会では、古代より伝統的に聖人と見なされてきた人々に加え、模範的な信者を聖人と呼ぶことがある。とくに列福・列聖調査のような制度はなく、自治教会以上の教会会議で聖人の位置に加えるのがふさわしいと判断され列聖が宣言されると、その教会の聖人録に乗せられ、自動的に世界的に祝われうることになる。ただし一元的な管理が行われているわけではないため、崇敬には地方ごとに特色があり、それぞれの地方であまり知られていない聖人の祝いは行われないことがある。また奉神礼に用いる聖人の称号も、地方によって異なることがある。
日本ハリストス正教会はロシア正教会の庇護下にあるため、ロシアから伝えられた聖人録に、その後加えられた聖人を随時追加して公祈祷（礼拝）などに使用している。日本人の聖人は2004年現在ではおらず、日本の正教会に関係ある聖人には、日本に正教会を伝えた初代日本大主教ニコライ・カサートキン、初代の京都主教でのちロシアに帰り、ロシア革命の際致命したアンドロニク・ニコリスキイの二人がいる。アンドロニクの列聖時の正式な称号は「神品致命者・ペルミの大主教・聖アンドロニク」であるが、日本では「京都の主教・聖アンドロニク」とも呼ぶ。

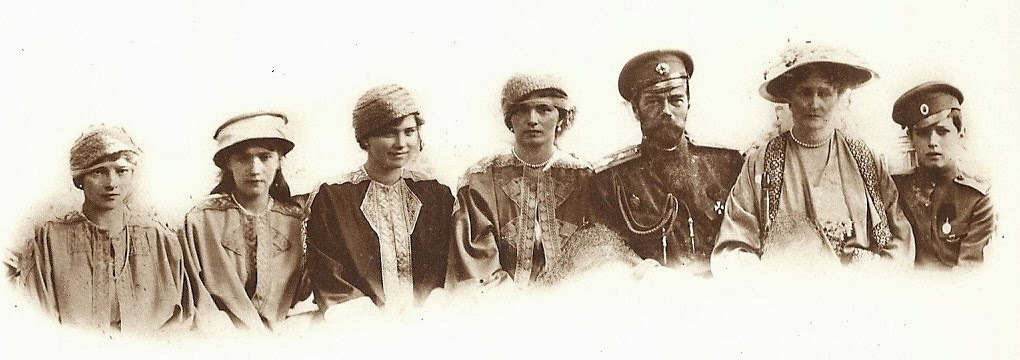
新致命者として列聖されたロシア皇室一家。皇女タチアナ、皇女アナスタシア、皇女マリア、皇女オルガ、皇帝ニコライ2世、皇后アレクサンドラ、アレクセイ皇太子